# Seba-juku

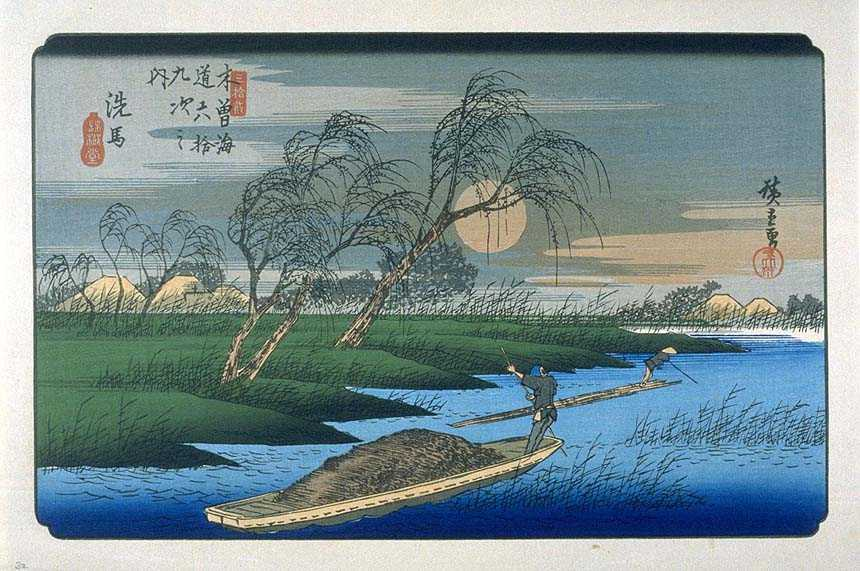
Seba-juku, estampe de Hiroshige de la série Les Soixante-neuf Stations du Kiso Kaidō.

Seba-juku (洗馬宿, Seba-juku) était la trente et unième des soixante-neuf stations du Nakasendō. Elle est située au centre de la ville moderne de Shiojiri, préfecture de Nagano au Japon.

## Histoire
L'endroit fut dénommé Seba, qui signifie « laver un cheval », quand un vieux domestique de Minamoto no Yoshinaka lava le cheval de son maître dans les eaux de la rivière. L'étape de Seba-juku fut établie en 1614 avec Shiojiri-juku et Motoyama-juku pour s'adapter aux changements du Nakasendō.

## Stations voisines
Nakasendō
Shiojiri-shuku – Seba-juku – Motoyama-juku